# Decimus Iunius Brutus Albinus
Decimus Iunius Brutus Albinus (*cca 85 př. n. l. až 81 př. n. l.? – †42 př. n. l.) byl politik a generál starověkého Říma a také jedna z klíčových postav atentátu na Julia Caesara, který byl jeho vzdáleným bratrancem. Byl legátem během galských válek a velel flotile v bitvě proti Venetům.